# محمد سلیم
 محمد سلیم (انگلیسی: Mohammed Sleem؛ زادهٔ ۱۴ ژانویهٔ ۱۸۹۲) یک تنیس‌باز اهل هند است.